# 矢口家治
矢口 家治（やぐち いえはる、明治24年（1891年）1月14日 - 昭和48年（1973年）4月22日）は、日本の裁判官、弁護士。関西大学第一高等学校の初代校長。第11代最高裁判所長官矢口洪一の父。

## 経歴
矢口次郎太郎の三男。
大正6年（1917年）7月 京都帝国大学法科大学卒業。同年8月司法官試補、京都地方裁判所詰。大正9年（1920年）京都地裁判事に任官。
大正12年（1923年）文部省在外研究員としてドイツ、イギリス、フランス、アメリカに二ヵ年留学。大正14年（1925年）高岡高等商業学校教授。
昭和10年（1935年）弁護士名簿登録。長野地裁、東京控訴院を歴任。
昭和16年（1941年）関西大学専務理事に就任。昭和22年（1947年）専務理事を退任して関西甲種商業学校長兼第一中学校長に就任､ 昭和23年（1948年）関西大学第一高等学校の初代校長になり第一中学校長を兼務、昭和32年（1957年）定年退職、名誉校長の称が贈られた。その後京都で弁護士登録､ 裁判所調停委員、阪南大学教授などを務めた。

## 人物像
宗教は曹洞宗。住所は京都市北区紫竹下竹殿町。京都市左京区在籍。

## 家族・親族

### 矢口家
（京都府愛宕郡岩倉村（現京都市左京区）、京都市北区紫竹下竹殿町）
- 父・次郎太郎[1]
- 妻・芳[1]

明治29年（1896年）3月生 - 没
- 長男・洪一[1]

大正9年（1920年）2月生 - 平成18年（2006年）7月没
- 長女[1]
- 次女[1]
- 三女[1]
- 四女[1]
- 次男[1]

昭和12年（1937年）11月生 -

## 著書
- 『民法大意』（巌松堂書店、1929年）